# Michel Butor
Michel Butor fr: miʃɛl bytɔʀ, (ur. 14 września 1926 w Mons-en-Baroeul, zm. 24 sierpnia 2016 w Contamine-sur-Arve) – francuski pisarz.
Studiował filozofię na Sorbonie pod kierunkiem Gastona Bachelarda, ukończył ją w 1947. Wykładał w Egipcie, Manchesterze, Salonikach, Stanach Zjednoczonych i Genewie. Zdobył liczne nagrody literackie, w tym Prix Apollo, Prix Fénéon i Nagrodę Renaudot. W 1958 poślubił Marie-Josèph Mas, z którą miał cztery córki: Cécile, Agnès, Irène i Mathilde. W 1954 opublikował swoją pierwszą powieść Passage de Milan, która ukazała się nakładem wydawnictwa Éditions de Minuit.
Dziennikarze i krytycy wiązali jego pierwsze powieści z nurtem „nowa powieść” (nouveau roman), ale sam Butor sprzeciwiał się takiemu zaszufladkowaniu. Był wprawdzie pisarzem eksperymentującym, ale jego pisarstwo zmierzało w kierunku eksperymentu inaczej niż „nowa powieść”. Jego najbardziej znane dzieło, Przemiana (La Modification), jest w całości napisane w drugiej osobie. Autor pozostawał pod wyraźnym wpływem twórczości Jamesa Joyce’a.
Od 1960 nie napisał żadnej powieści. Korzystał z innych form, takich jak eseje, poezja, „książki artystyczne”; niektóre utwory nie poddają się klasyfikacji (np. Mobile). Jego ulubione tematy to literatura, malarstwo, podróże. Jego proza łączy w sobie rygorystyczną symetrię strukturalistyczną (np. schemat architektoniczny w Passage de Milan albo strukturę kalendarzową w Odmianach czasu) z liryczną, poetycką i nienowatorską wrażliwością.
W 2013 Akademia Francuska uhonorowała go Grand Prix za całokształt twórczościi.

## Twórczość
Powieści
- Passage de Milan (1954)
- Odmiany czasu (L'emploi du temps, 1956)
- Przemiana (La modification, 1957)
- Degrés (1960)

Krytyka literacka
- Histoire extraordinaire: essai sur un rêve de Baudelaire (1961)
- Les mots dans la peinture (1969)
- Improvisations sur Flaubert (1984)
- Improvisations sur Michel Butor: l'écriture en transformation (1993)
- L'utilité poétique (1995)
- Quant au livre: triptyque en l'honneur de Gauguin (2000)

Eseje
- Répertoires [I à V] (1960-1982)
- Essais sur le roman (w Polsce wydano zbiór Powieść jako poszukiwanie : wybór esejów)

Inne gatunki
- Mobile : étude pour une représentation des États-Unis (1952)
- Le génie de lieu (1958)
- Portrait de l'artiste en jeune singe (1967)
- Niagara (1969)
- Matière de rêves (1975-1985)
- Retour du boomerang (1988)
- L'embarquement de la reine de Saba (1989)
- Transit A, Transit B (1992)